# 플로린 잘로미르
플로린 겔루 잘로미르(루마니아어: Florin Gelu Zalomir, 1981년 4월 21일~2022년 10월 3일)는 루마니아의 펜싱 선수로 주 종목은 사브르이다. 2012년 하계 올림픽에 참가하여 단체전에서 은메달을 획득했다.

## 개인사
프랑스의 부르주에서 열린 2003년 유럽 펜싱 선수권 대회 폐막 후 프랑스 외인부대에 입대하였다. 그는 2년 반동안 프랑스와 아프가니스탄에서의 군 활동후 펜싱계에 복귀하였다.

## 사망
2022년 10월 3일 총기에 의한 자살로 생을 마감했다.